# وايبر (ون بيس)
وايبر الهائج , هو أحد شخصيات انمي ومانغا ون بيس، وقد كان زعيم محاربي شاندوريا اللذين قاتلوا إينيل وجنوده في الساحة العليا، وهو سليل المقاتل الاسطوري: كالغارا", ومن ثم أصبح من حرس الإله.

## مظهره
وايبر هو شخص طويل القامة نسبيا ومفتول العضلات، وذو جسد رياضي يشبه جسد رورونوا زورو، ولديه زوج من الاجنحة الصغيرة على ضهره مثل بقية الشاندورين، ويوجد وشم القبيلة على يده اليسرى (في الكتف) وعلى الجهة اليسرى من وجهه، وهو يمتلك شعر بني داكن اللون وذو تسريحة موهوك الخاصة، وشعره طويل وهو يلفه، ويشبه شعر الهنود بصورة عامة، ويرتدي وايبر زوج من الاقراط الكروية الصغيرة على اذنيه، ويرتدي عادة تنورة العشب (مثل رجل قبيلة) مع حبل يربطه مثل الحزام مع ثلاث اسنان مزينة بها (أنياب), وهو دائما ما يدخن سيجارة مثل سانجي، وأيضا يدخن خلال المعارك، وعندما كان طفلا كان يضع ساق تبغ نباتية وقد تبين انها عادة له

و بعد عامين ظهر وايبر، وقد كان شعره يغطي كل رأسه وليس مثل السابق، وأيضا كان شعره طويلا مثل قبل، وأيضا أصبح يرتدي معطفا فوق ملابسه السابقة

في الانمي تم تلوين وشوم وايبر بالونين الأحمر والأخضر، ولكن في المانغا والوسائل الأخرى تم تلوين وشمه بالأسود.

## شخصيته
قد كان وايبر شخص عنيف يتصرف بغير عقلانية، وقد كان يظن بأن هذه الصفة هي من اجداده، فهو لا يثق بالغرباء ومستعد لمواجهة أي شخص غريب بدون تردد، ولذلك يسمى بالهائج، ولكن رغم ذلك فوايبر يمتلك حب كبير وعميق لموطنه وشعبه، وأيضا هو يحترم صديق أحد اجداده (كالغارا) مونت بلانك نولاند وقد كان يشعر شعورا جيدا تجاه افعال نولاند وصداقته بكالغرا ومصيره المؤسف

و وايبر يحب شعبه جدا لذلك هو يحب نولاند لأنه قد دافع عنهم، وبسبب ذلك تحمل وايبر مسؤولية إعادة بلاده لشعبه وأثبات براءة نولاند، ولكن بسبب عزمه على ذلك أصبح ذو شخصية عنيفة حيث اهدافه عمياء بسبب عزمه على الحرية

و مع ذلك، فهو قاسي مع الآخرين، وقد ادرك هدف لوفي، وقد حاول قتل لوفي لكنه بعد أن علم بأن لوفي ينوي هزيمة إينيل قام بمساعدته، ومن ثم أصبحت شخصيته أكثر هدوئا.

## علاقاته

### شانديا
وايبر يحب شعبه كثيرا، وقد يفعل أي شيء من اجل إعادة مجد شانديا، فهو يحضى بأحترام كبير نظرا لقوته، ومع ذلك يخاف منه بقية المحاربين نظرا لطبيعته العنيفة والقوية.

### السكايبيانس والاخرون
بسبب سنوات الصراع بين شعبه والسكايبيانس، لم يعد وايبر يثق بالسكايبيانس، وقد كان يفضل محاربتهم وعدم التعاون معهم، وقد كان غير ودود مع غان فال ويكره إينيل، وأيضا عتبر قراصنة قبعة القش اعدائه بغض النظر عن نواياهم، وعندما علم انهم يريدون مساعدة أحد احفاد نولاند وهو مون بلان كريكت بوجود مدينة الذهب في شاندوريا، ساعدهم وايبر في هزيمة إينيل وغير رأسه بهم

و بعد أن تمت هزيمة إينيل، تغيرت أفكار وايبر حول الغرباء وانتهت عدم ثقته بالسكايبيانس، وبدلا من ذلك انضم هو وشعبه معهم وتعاونوا جميعا من اجل مستقبل أفضل وقد كان ممتنا لما فعله قراصنة قبعة القش مع كريكت، وقد كان يأمل عودتهم يوما ما إلى الساحة العليا.

## قوته وقدراته
وايبر ماهر جدا في القتال، وهو يستخدم احذية من نوع متحركة لتمكنه من القتال بسرعة فائقة وذات عجلات، وأيضا لديه قدرة تحمل عالية جدا، حيث قام باستخدام (صدفة الريجوكت) ثلاث مرات بدون اني يموت، وهذا العمل يقتل الشخص العادي منذ المرة الأولى، وأيضا عندما تلقى صدفة الفأس من الخلف لم يتطلب الأمر سوى فترة قليلة للتعافي، فقوة وايبر موروثة من كالغارا، وقد تمكن من قتال مونكي دي لوفي وانتهت المعركة بالتعادل، وأيضا تعادل مع رورونوا زورو عندما تقاتلى في الساحة العليا.

### أسلحته
وايبر دائما ما يقاتل باستخدام البازوكا أو بازوكا نار، وهي تقوم بإطلاق قذائف مدفعية قوية، وهي أيضا معدة مع صدفة التنفس القوية وهي أيضا بازوكا قوية جدا تمكنها من إطلاق قذائف ذات لهب أبيض وازرق مثل الشعاع تسبب انفجار هائل وذلك بسبب غاز صدفة التنفس

و قد تمكن وايبر من الصمود في لعبة إينيل، وقام وايبر بتجهيز نفسه بصدفة الريجوكت والتي هي اقوى من صدفة التأثير بعشر مرات، وهي ذات قوة كبيرة جدا وهائلة وقاتلة، لكن إذا استخدمها شخص عادي سيؤدي إلى موته 

و أيضا هو يمتلك احذية تزلج مزودة بحجارة البحر الصلبة (أو الكايروسيكي) جدا والتي تمكن الشخص من مهاجمة مستخدمي فاكهة الشيطان كما حدث عندما قاتل إينيل ومونكي دي لوفي.

## تاريخه

### ماضيه
منذ ان كان طفلا صغيرا، كان وايبر وبقية أطفال سشانديا يستمعون للقصص من قبل زعيم شانديا، وقد عرف بأن الشاندوريانس القديمين قدموا إلى هنا منذ ثمانمئة عام، وقد عهد على حماية النص القديم، وأيضا عرف كيف فقد اجدادهم وطنهم بسبب السكايبيانس وكان مسؤوليتهم اعادتها، ولكن من بين جميع قصص اجدادهم أهتم وايبر بقصة واحدة وهي قصة كالغارا مع صديقه مونت بلانك نولاند وقد شعر بالحزن بسبب نهاية البطل الذي خلص اجدادهم من المرض، وقد كان ينوي وايبر إيجاد الجرص الذهبي لأحياء روح نولاند، وقد ازداد وايبر قوة وأصبح من أهم مقاتلي شاندوريا

و قبل ست سنوات من بداية القصة، بسبب الحرب بين السكايبيانس والشاندوريانس اتى غان فال ومعه وفد من اجل تشكيل هدنة بين المجموعتين، وقد كانو زعماء شانديا موافقين على لهدنة لكن وايبر طلب من غان فال إعادة كل شيء سرقه السكايبيانس من شاندوريا لكنه رفض، ومن ثم طلب اعطائهم بعض المال ورفض أيضا، وقد ادى هذا إلى فشل الهدنة، ومن ثم بدأت مشاجرة بين قبيلة شانديا ورجال غان فال

و بمرور السنين ظل وايبر يقاتل ضد السكايبيانس، حتى بعد أن طرد غان فال من الحكم وأصبح إينيل الحاكم الجديد لم يهتم من هو حاكم سكايبيا وضل مصر على انهم اعداء.

### أحداث سكايبيا
عندما صعد قراصنة قبعة القش ووصلوا إلى البحر الأبيض، وقد لاحظ وايبر سفينة جوينج ميري، وقد اعتبر القراصنة اعدائه وقد قام بمهاجمة قراصنة قبعة القش فورا بدون تردد وقام برضبهم وحاول إطلاق قذيفة على السفينة وتدميرها، لكن تعرض هجومه لأيقاف من قبل غان فال وطائره بير، وقد قام وايبر بالتراجع مع قدوم غان فال الذي كان ينوي مساعدة قراصنة قبعة القش، وبعدها ذهب وايبر إلى الساحة العليا وقد شاهدت نامي شخص يحاول الهروب من الساحة العليا وقد قدم وايبر وحاول قتله وقتلها، لكن فجأة ظهر كهنة إينيل وكانوا ينون قتل ذلك الشخص، فأستغل وايبر الفرصة وهاجم الكهنة فردوا الهجوم وقد هزم وايبر بسهولة، وفجأة أرسل إينيل شعاع من البرق قوي جدا على الشخص المطارد وقد هرب وايبر وعاد إلى قريته

و في وقت لاحق اجتمع وايبر مع بقية محاربي شانديا، وبدأو يتحدثون عن خطوتهم الأخيرة وافعال غان فال، وقد بدأ غان فال بالتعاون مع قراصنة قبعة القش لهزيمة إينيل، وقد وافق الجميع على مقاتلة إينيل، ومن ثم قالت الفتاة الصغيرة آيسا (مدقنة هاكي التنبؤ أو المانترا) لللاكي ووايبر بأن صوت شخصين قد أختفى في السحاة العليا، وقد تفاجئ وايبر بأن كاهن إينيل ساتوري القوي قد هزم من قبل قراصنة قبعة القش، ومن ثم شنوا هجوما على جنود إينيل

و أثناء هجوم المحاربين على الساحة العليا، ألتقى فجأة بأثنين من قراصة قبعة لقش، وقد طلب وايبر منهم العودة إلى البحر الازرق لكنهم رفضوا ذلك فأطلق القذفة على لوفي لكن تمكن من صدها بسهولة

و من ثم تابعوا هجومهم على إينيل وبدأت لعبة إينيل للصمود، وقد دخل وايبر وبقية المحاربين منطقة الكاهن شورا، وقد قام شورا بالقبض على المحاربين بواسطة محنة الخيوط الخفية، لكن وايبر لم يسقط بالفخ وتمكن من نفاديه، وقد نشأت معركة بين وايبر وشورا وقد طعن شورا وايبر وحرق كتفه لكن وايبر أستخدم صدفة الريجوكت رغم تحذيرات من رفاقه وقام بالقضاء على شورا بصعوبة، وبعدها قام بتحرير المحاربين من الخيوط الخفية وتابعوا مهمتهم 

و بعدها التقى وايبر بلوفي، وقد كان وايبر ينوي هزيمة لوفي ونشأت بينهما معركة قوية انتهت بالتعادل وبعدها أختفى لوفي فجأة (التهمته نولا الافعى العملاقة) وقد كان وايبر ينوي انهاء القتال لأنه لايريد أن يستهلك قوته قبل معركته مع إينيل، وبعد ساعتين دخل وايبر المعمعة الكبرى في لعبة إينيل حيث كان متبقى 5 محاربين و 21 شخص آخر نشطون

و قد كان ينوي وايبر تسلق شجرة الفاصولياء العملاقة جدا للوصول إلى إينيل، ولكنه تعرض للكثير من الاشخاص ومن بينهم كاهن إينيل الاقوى أوم وكلبه الضخم هولي، وأيضا رورونوا زورو وغان فول مع طيره بير، وأخيرا الافعى العملاقة نولا، وقد نشأت هناك الفوضى ومعركة قوية جدا وطوقوا جميعا بواسطة محنة الحديد (محنة أوم)

و قد تمكن وايبر من الصمود مع ثلاث محاربين من الشاندوريا، وقد رأى وايبر آيسا راكبة على الدراجة النارية مع أحد أعضاء قراصنة قبعة القش نامي، وأيضا صمد زورو الذي قتل أوم بصعوبة شديدة وغان فال، وقد ظن وايبر بأن نامي خطفت آيسا وقد حاول قتلها لكن آيسا اكلت من قبل الافعى نولا مع غان فال وبير 

و من ثم قدم إينيل وقد تقاتل مع وايبر، غان فال، زورو ونيكو روبن وقد تمكن من هزيمة كل من غان فال وروبين، ومن ثم نشأ قتال بين زورو وإينيل وتمكن إينيل من صعقه بثواني، واستمر القتال بين وايبر وإينيل وتمكن وايبر من الإمساك بإينيل دون أن يصعق بفضل الكايروسيكي وقام باستخدام صدفة الريجوكت عليه وقتله ومات إينيل، لكن فجأة بدأت صعقات كهربائية في جثة إينيل وبدأت تتزايد إلى أن نهض إينيل وعاد إلى الحياة بفضل الكهرباء وقام بصعق وايبر وهزيمته بسهولة

و بعدها علم وايبر بنوايا قراصنة قبعة القش ومحاولتهم لقتل إينيل ومساعدة مون بلان الكريكت أحد احفاد نولاند بالوصول إلى مدينة الذهب، قام وايبر بقطع شجرة الفاصولياء العملاقة التي كان زورو قد قطع بعض منها لكي تمكن لوفي مع نامي من الوصول إلى إينيل والقفز عليه، و بعد هزيمة اينيل من قبل لوفي ظهر وايبر وهو ممتن لقراصنة قبعة القش على هزيمة إينيل ومن ثم نشأ السلم بين شاندوريا وسكايبيا.

## بعد سنتين
ظهر وايبر بعد سنتين في المانغا وقد انضم إلى جنود الإله مع كل من كماكيري، كينبو وأبراهام المحاربون في شاندوريا.

## معاركه
- وايبر ضد مونكي دي لوفي، رورونوا زورو وسانجي

تفاصيل المعركة: لم تكن معركة لكن وايبر هجم على السفينة لكي يسقطهم

سبب المعركة: وايبر كان يظن بأنهم أعداء

النتيجة: فوز وايبر
- وايبر ضد غيداتسو

تفاصيل المعركة: عندما كان المحاربون يهاجمون الساحة العليا تعرض غيداتسو الكاهن طريقهم

سبب المعركة: هجوم شاندوريا على الساحة العليا

النتيجة: لم يفز أحد
- وايبر ضد شورا

تفاصيل المعركة: عندما كان المحاربون يهاجمون الساحة العليا وقعوا في محنة الخيوط

سبب المعركة: هجوم ساندوريا على الساحة العليا

النتيجة: فوز وايبر بصعوبة
- وايبر ضد مونكي دي لوفي

تفاصيل المعركة: التقى وايبر بلوفي في غابة الساحة العليا وحاول قتله لكن لوفي تصدى له

سبب المعركة: وايبر اكن يظن بأن لوفي عدوه

النتيجة: التعادل
- وايبر، مايشيكا، وراشي ويوستوبون ضد أوم و هولي ضد رورونوا زورو و غان فال ضد نولا

تفاصيل المعركة: التقى وايبر بجميع الاشخاص وبدأت المعركة

سبب المعركة: الفوضى في الساحة العليا ولعبة إينيل

النتيجة: فوز أوم وهولي
- وايبر، رورونوا زورو، نيكو روبن و غان فال ضد إينيل

تفاصيل المعركة: نزل إينيل بنفسه لقتال الجميع

سبب المعركة: نهاية لعبة إينيل

النتيجة: فوز إينيل بسهولة.

## هوامش
وايبر حصل على المرتبة 81 بأستطلاع اليابان لون بيس لأطثر شخصية شعبية في الآونة الأخيرة

سبب غضب وايبر من غان فال بسبب شرب غان فال عصير اليقطين كديليل للسلام هو اعتبار وايبر اهانة لثقافته، و قد كانت عادة عصير اليقطين من قبل مونت بلانك نولاند للشاندوريانس.